# International Council of Design

Logo

Das International Council of Design (ICoD) ist eine internationale Nichtregierungsorganisation für Design, insbesondere für Grafikdesign und visuelle Kommunikation, mit Sitz in Montreal, Kanada.
Das ICoD wurde 1963 in London als International Council of Graphic Design Associations (Icograda) gegründet und im Jahr 2014 in International Council of Design umbenannt. Es ist ein Verband unabhängiger Mitgliedsverbände aus insgesamt 57 Ländern aller Kontinente, die zusammen ein globales Netzwerk formen. Die in ICoD zusammengeschlossenen nationalen Verbände setzen sich weltweit für Grafik-Design, visuelle Kommunikation, Design-Management, Design-Promotion und Design-Ausbildung ein.
Der Verband hatte bisher zwei deutsche Präsidenten: Kurt Weidemann (1970–1972) und Helmut Langer (1989–1991). Sie gehörten turnusgemäß jeweils sechs Jahre zum Vorstand des Weltdachverbandes.